# رحموک نصرتی
رحموک نصرتی (زادهٔ ۲ اردیبهشت ۱۳۱۰ – درگذشتهٔ ۱۶ خرداد ۱۴۰۰) خوانندهٔ موسیقی نواحی سیستان و بلوچستان، لالایی‌خوان و زهیروک‌خوانِ اهل ایران بود... از او با عناوینی همچون «گنجینهٔ آوازها و تصنیف‌های بلوچستان» و «بانوی لالایی ایران» یاد شده‌است.

## زندگی‌نامه
رحموک نصرتی ۲ اردیبهشت سال ۱۳۱۰ در شهر کتیج بخش کتیج از شهرستان فنوج استان سیستان و بلوچستان متولد شد. او در خواندن لالایی‌ها، زهیروک (آوازهای فراق و جدایی)، لیکو و کردی‌خوانی مهارت داشت. ماشاالله بامری، خواننده و پژوهشگر موسیقی بلوچستان موجب معرفی رحموک نصرتی در جشنوارهٔ موسیقی نواحی ایران شد. او در سال ۱۳۸۳ در جشنوارهٔ موسیقی بومی زنان نواحی ایران به روی صحنه رفت. در سال ۱۳۸۴ نیز در دومین جشنوارهٔ موسیقی بومی زنان مناطق و نواحی ایران حضور داشت و به همراه عصمت هودیانی به اجرا پرداخت. پس از آن با حضور در جشنواره‌های متعدد به شهرت بیشتر رسید و در جشنوارهٔ موسیقی مناطق و نواحی کرمان، مورد تقدیر قرار گرفت. رحموک نصرتی دارای مدرک درجه یک هنری و از اعضای مؤسسه هنرمندان پیشکسوت بود.
او سال‌های پایانی زندگی را در تنگدستی و بیماری سپری کرد. در سال ۱۳۹۳ دختر رحموک نصرتی گفت به دلیل اینکه هزینهٔ درمان مادرش را نداشته، به اجبار تنها داراییِ خود را که گوشواره‌هایش بوده، فروخته‌است و پس از آن دیگر توانِ پرداختن هزینه‌های زندگی و درمان او را ندارد.

## درگذشت
رحموک نصرتی که مدت‌ها به بیماری رماتیسم مبتلا بود در ۱۶ خرداد سال ۱۴۰۰ در سن ۹۰ سالگی درگذشت.